# Asteroschema horridum
Asteroschema horridum är en ormstjärneart som beskrevs av George Richard Lyman 1879. Asteroschema horridum ingår i släktet Asteroschema och familjen Asteroschematidae. Inga underarter finns listade i Catalogue of Life.

## Bildgalleri

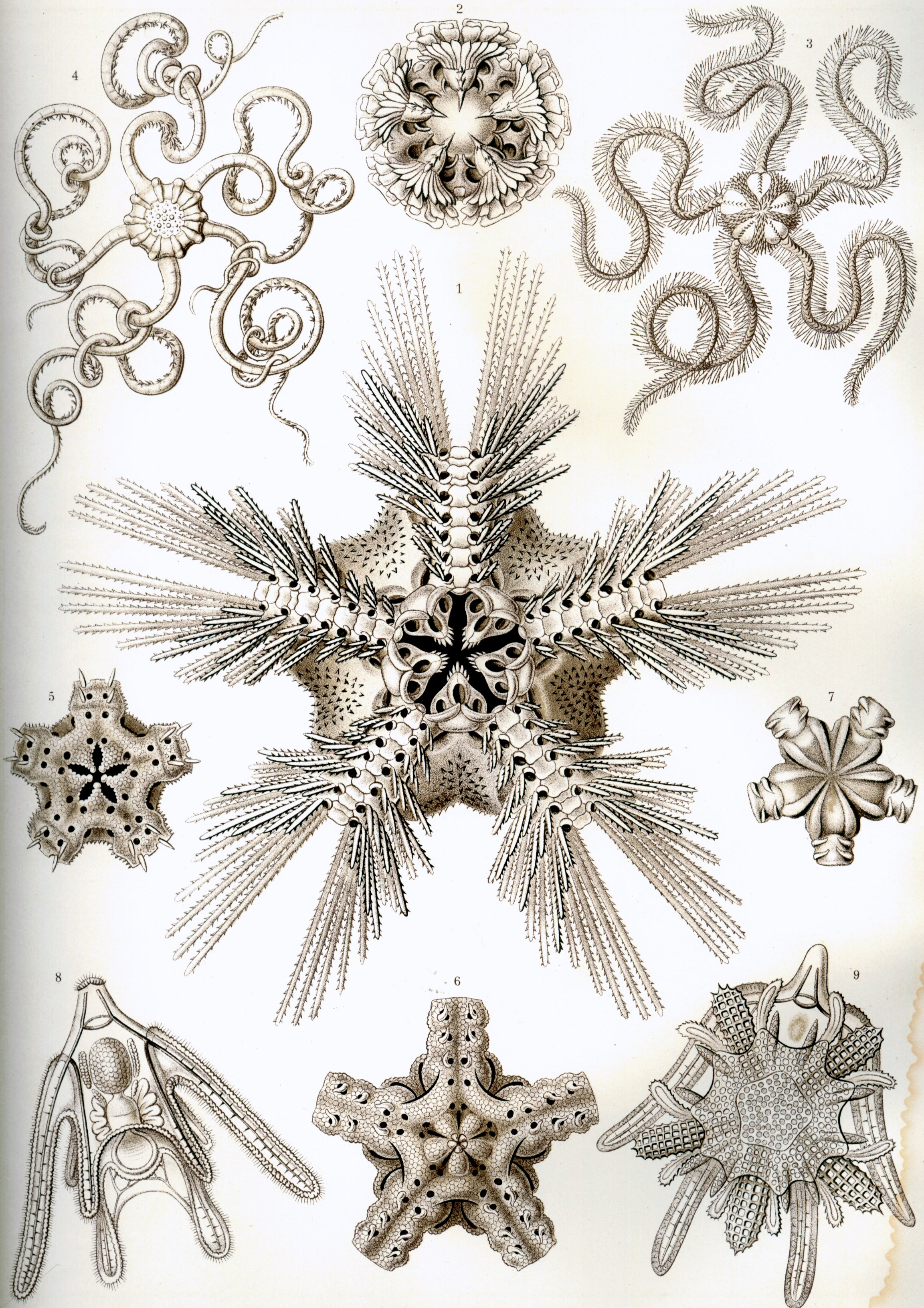